# Buyina halifax
Buyina halifax là một loài nhện trong họ Amphinectidae. Loài này phân bố ở Queensland.